# Gomer (żona Ozeasza)
Gomer; opisana w księdze Ozeasza córka Diblaima – nierządnica, którą prorok Ozeasz pojął za żonę na rozkaz Boga. Miał to być symbol tego, że tak jak on wziął sobie za żonę nierządnicę, tak Bóg poślubił niewiernego mu Izraela. Ozeasz miał z nią troje dzieci – syna Jizreela ("Pan sieje"), córkę Lo-Ruchamę ("Dla której nie ma miłosierdzia") i syna Lo-Ammi ("Nie mój lud").